# クロスメディア・パブリッシング
クロスメディア・パブリッシングは、東京都渋谷区に本社がある日本の出版社。

## 概説
2005年10月に小早川幸一郎によって創業され、本社は東京都渋谷区に置かれている。
主に、ビジネスパーソンや働く人々に向けた書籍を刊行。

## 主な発行物
- 『誰からも「気がきく」と言われる45の習慣』（能町光香 著）
- 『すべての仕事を紙1枚にまとめてしまう整理術』（高橋政史 著）
- 『鬼速PDCA』（冨田和成 著）
- 『最高の体調』（鈴木祐 著）
- 『科学的な適職』（鈴木祐 著）
- 『だから僕たちは、組織を変えていける』（斉藤徹 著）-ビジネス書グランプリ2023マネジメント部門受賞。[1]
- 『平均4.2カ月で1万フォロワーを実現する　プロ目線のインスタ運用法』（石川侑輝 著）
- 『おとな六法』（岡野武志 著）- 2023年10月14日にコクーンシティさいたま新都心（さいたま・大宮区）で開催した出版記念イベントには1200人以上が詰めかける。[2]
- 『年間100万円の配当金が入ってくる最高の株式投資』（配当太郎 著）
- 『世界の一流は「休日」に何をしているのか』（越川慎司 著）

ほか